# Shuki Levy
Shuki Levy (1947. június 3.) izraeli-amerikai zeneszerző.

## Életrajz
Autodidakta művész, 14 éves korára megtanult gitározni. 1975-ben Aviva Paz színésznővel közösen megalapították a “Shuki and Aviva” együttest, amely népszerű volt Európában, Dél-Afrikában és Ázsiában. Többek között olyan énekesekkel dolgozott együtt, mint Little Richard, Gladys Knight, Mýa, Kenny Rogers, Dionne Warwick és Ziggy Marley. Tucatnyi film és több mint 130 televíziós műsor, filmsorozat és rajzfilm zenéjét komponálta.

## Művei
- Imagine This (2008)
- Aussie and Ted (2008)
- itty bitty HeartBeats (2003)
- Final Ascent (2000)
- Digimon: The Movie (2000)
- Digimon: Digital Monsters (1999)
- Great Pretenders (1999)
- Rusty: The Great Rescue (1998)
- Richie Rich’s Christmas Wish (1998)
- The Silver Surfer (1998)
- Twist Olivér (The Adventures of Oliver Twist) (1997)
- Turbo: A Power Rangers Movie (1997)
- Power Rangers Turbo (1997)
- The Adventures of Tom Sawyer (1997)
- The Adventures of Huckleberry Finn (1997)
- Bureau of Alien Detectors (1996)
- Eagle Riders (1996)
- Power Rangers Zeo (1996)
- Big Bad Beatleborgs (1996)
- The Why Why Family (1996)
- The Mouse and the Monster (1996)
- Spider-Man: Sins of the Fathers (1996)
- Mighty Morphin’ Power Rangers: The Movie (1995)
- Masked Rider (1995)
- Megaman (1995)
- Iznogoud (1995)
- Princess Tenko and the Guardians of Magic (1995)
- Space Strikers (1995)
- Super Pig (1994)
- Creepy Crawlers (1994)
- Guns of Honor (1994)
- Teknoman (1994)
- Spider-Man (1994)
- Uchû no kishi tekkaman bureido (1994)
- Sweet Valley High (1994)
- VR Troopers (1994)
- Honeybee Hutch (1994)
- Blindfold: Acts of Obsession (1994)
- Honor Thy Father and Mother (1994)
- Hello Kitty (1993)
- Mad Scientist Toon Club (1993)
- Journey to the Heart of the World (1993)
- Under Investigation (1993)
- Mighty Morphin’ Power Rangers (1993)
- Walter Melon (1993)
- Blind Vision (1992)
- The Adventures of Pinocchio (1992)
- Prey of the Chameleon (1992)
- Round Trip to Heaven (1992)
- Revenge on the Highway (1992)
- X-Men (1992)
- King Arthur and the Knights of Justice (1992)
- Jin Jin and the Panda Patrol (1992)
- Gulliver utazásai (Gulliver’s Travels) (1992)
- Szamuráj pizza cicák (Samurai Pizza Cats) (1991)
- Little Shop (1991)
- Space Cats (1991)
- The Littl’ Bits (1991)
- Sugar and Spice: Heidi (1991)
- Sugar and Spice: Cinderella (1991)
- Sugar and Spice: The Wizard of Oz (1991)
- Sugar and Spice: Alice in Wonderland (1991)
- Sugar and Spice: Snow White (1991)
- A kis hableány (Saban’s Adventures of The Little Mermaid) (1991)
- Kid ‘N Play (1990)
- The New Adventures of He-Man (1990)
- Lucky Luke (1990)
- Video Power (1990)
- Attack of the Killer Tomatoes (1990)
- Karaté kölyök (Karate Kid) (1989)
- Dragon Quest (1989)
- Dragon Ball Z (1989)
- Trapper County War (1989)
- Ring Raiders (1989)
- The Legend of Zelda (1989)
- The Super Mario Bros. Super Show! (1989)
- Camp Candy (1989)
- Captain N: The Game Master (1989)
- Robocop (1988)
- Slimer (1988)
- Perfect Victims (1988)
- Going Bananas (1988)
- C.O.P.S. (1988)
- Ox Tales (1988)
- Kobold kópék (Little Wizards) (1987)
- Little Women (1987)
- Kalandok Álomerdőben (Sylvanian Families) (1987)
- Dinosaucers (1987)
- Diplodo (1987)
- I’m Telling! (1987)
- Bay Coven (1987)
- AlfTales (1987)
- ALF (1987)
- Beverly Hills Tini Klub (Beverly Hills Teens) (1987)
- The Hitchhiker (1987)
- Zoobilee Zoo (1987)
- Gurimu meisaku gekijou (1987)
- Starcom: The U.S. Space Force (1987)
- Maxie's World (1987)
- Aranyfürt királykisasszony és a fürtöcskék (Lady Lovelylocks and the Pixietails) (1987)
- My Favorite Fairy Tales (1986)
- Mapletown (1986)
- Macron 1 (1986)
- Popples (1986)
- Sectaurs (1986)
- Heroes on Hot Wheels (1986)
- Dennis, a komisz (Dennis the Menace) (1986)
- The Real Ghostbusters (1986)
- Rambo (1986)
- Macskakalandok (Heathcliff: The Movie) (1986)
- Kissyfur (1985)
- Punky Brewster (It’s Punky Brewster) (1985)
- Punky Brewster: More for Your Punky (1985)
- Rainbow Brite (Rainbow Brite and the Star Stealer) (1985)
- MASK (1985)
- He-Man and She-Ra: A Christmas Special (1985)
- She-Ra: Princess of Power (1985)
- Jayce and the Wheeled Warriors (1985)
- The Secret of the Sword (1985)
- Here Come the Littles (1985)
- Fényes szivárvány (Rainbow Brite) (1984)
- Heathcliff – A csacska macska (Heathcliff and the Cadillac Cats) (1984)
- Kidd Video (1984)
- Fatal Games (1984)
- Photon (1984)
- Wolfrock TV (1984)
- Pole Position (1984)
- Noozles (1984)
- Lucky Luke – Szökésben a Daltonok (Les Dalton en Cavale) (1983)
- Mr. T (1983)
- Gógyi felügyelő (Inspector Gadget) (1983)
- The Littles (1983)
- He-Man and the Masters of the Universe (1983)
- Saturday Supercade (1983)
- Incredible Hulk (1982)
- Bloodtide (1982)
- Taiyô no ko Esteban (1982)
- The Mysterious Cities of Gold (1982)
- Ulysses 31 (1981)
- Dawn of the Mummy (1981)
- Goldwing (1980)
- Heathcliff (1980)
- Hallo Spencer (1979)
- Maja, a méhecske (Maya the Bee) (1975)
- Kotetsu jeeg (1975)
- Time Bokan (1975)

## Külső hivatkozások
- Honlapja